# Jean de Bertrand (zm. 1560)
Jean de Bertrand (ur. w 1482 w Tuluzie, zm. 4 grudnia 1560 w Wenecji) – sabaudzki kardynał.

## Życiorys
Urodził się w 1482 roku w Tuluzie, jako syn prokuratora. Po studiach uzyskał stopień doktora utroque iure. Pełnił funkcje przewodniczącego Parlamentu Tuluskiego i Paryskiego oraz strażnika królewskiej pieczęci, za czasów Henryka II. Poślubił Jeanne Baras, z którą miał syna i dwie córki. Po śmierci żony, wstąpił do stanu duchownego. 16 grudnia 1555 roku został wybrany biskupem Saint-Bertrand-de-Comminges. 15 marca 1557 roku został kreowany kardynałem prezbiterem i otrzymał kościół tytularny Santi Nereo ed Achilleo. Jednocześnie został administratorem apostolskim Sens, nuncjuszem w Królestwie Niemieckim i wicekrólem Sabaudii. 30 kwietnia 1560 roku przyjął sakrę. Zmarł 4 grudnia tego samego roku w Wenecji.